# Цахариас, Георг
Георг Цахариас (нем. Georg Zacharias; 14 июня 1884, Берлин — 31 июля 1953, Берлин) — немецкий пловец, чемпион и бронзовый призёр летних Олимпийских игр 1904.
На Играх 1904 в Сент-Луисе Цахариас участвовал только в двух дисциплинах — 100 ярдов на спине и 440 ярдов брассом. В первой гонке он занял третье место и получил бронзовую медаль, но зато в другом заплыве стал чемпионом с результатом 7:23,6.